# اصل ۴۴ قانون اساسی
اصل ۴۴ قانون اساسی جمهوری اسلامی ایران اصلی است که بر اساس آن نظام اقتصادی ایران به ۳ بخش تعاونی، دولتی و خصوصی تقسیم می‌شود.

## متن اصل ۴۴
نظام اقتصادی جمهوری اسلامی ایران بر پایه سه بخش دولتی، تعاونی و خصوصی با برنامه‌ریزی منظم و صحیح استوار است.
بخش دولتی شامل کلیه صنایع بزرگ، صنایع مادر، بازرگانی خارجی، معادن بزرگ، بانک‌داری، بیمه، تأمین نیرو، سدها و شبکه‌های بزرگ آبرسانی، رادیو و تلویزیون، پست و تلگراف و تلفن، هواپیمایی، کشتیرانی، راه و راه‌آهن و مانند اینها است که به صورت مالکیت عمومی و در اخیار دولت است.
بخش تعاونی نیز شامل شرکت‌ها و موسسات تعاونی تولید و توزیع است که در شهر و روستا بر طبق ضوابط اسلامی تشکیل می‌شود
بخش خصوصی شامل آن قسمت از کشاورزی، دامداری، صنعت، تجارت و خدمات می‌شود که مکمل فعالیتهای اقتصادی دولتی و تعاونی است.
مالکیت در این سه بخش تا جایی که با اصول دیگر این فصل مطابق باشد و از محدوده قوانین اسلام خارج نشود و موجب رشد و توسعه اقتصادی کشور گردد و مایه زیان جامعه نشود مورد حمایت قانونی جمهوری اسلامی است.
تفصیل ضوابط و قلمرو و شرایط هر سه بخش را قانون معین می‌کند.

## تفسیر جدید از اصل ۴۴
بروز برخی معضلات در اجرای خصوصی‌سازی مقامات جمهوری اسلامی را به تغییر اصل ۴۴ قانون اساسی واداشت تا تعریفی جدید از حیطه تصدی اقتصادی دولت ارایه دهند لذا مجمع تشخیص مصلحت نظام طی مصوبه‌ای واگذاری بخشی از صنایع استراتژیک و مادر به بخش خصوصی را مطابق مصلحت دانست، سید علی خامنه‌ای نیز در خرداد ماه ۱۳۸۴ مطابق بند۱ اصل ۱۱۰ قانون اساسی سیاستهای کلی اصل ۴۴ را ابلاغ نمود.
در تیرماه ۱۳۸۵ نیز، سید علی خامنه‌ای رهبر جمهوری اسلامی ایران، بند ج اصل ۴۴ قانون اساسی ابلاغ کرد و دولت را موظف نمود تا ۸۰ درصد از سهام بخش‌های دولتی را به بخش خصوصی واگذار کند.
آنچه که امروز به به عنوان اصل ۴۴ از آن یاد شده و هدف از آن را خصوصی‌سازی می‌دانند در واقع «تفسیریه جدید بر اصل۴۴ قانون اساسی» است.

## دیدگاه قانونی مخالفان و موافقان تفسیریه اصل۴۴
همان گونه که مشاهده می‌شود واگذاری بسیاری از بخش‌های دولتی از جمله صنایع بزرگ به بخش خصوصی در تضاد و تناقض آشکار با اصل۴۴ قانون اساسی جمهوری اسلامی ایران است. همین مسئله نیز از جانب مخالفان این تفسیریه دستمایه انتقاد نسبت به سیاست خصوصی‌سازی در کشور شده است. اما از طرف دیگر موافقان اجرای این طرح، ضمن تأکید بر لزوم خصوصی‌سازی برای بازسازی اقتصادی کشور، اقدام رهبر جمهوری اسلامی را مطابق با وظایف و اختیارات وی در قانون اساسی جمهوری اسلامی ایران می‌دانند. این عده در واقع به بند هشت از اصل ۱۱۰ قانون اساسی جمهوری اسلامی ایران، یعنی اصل وظایف و اختیارات رهبر اشاره می‌کنند که در ادامه بیان اختیارات رهبر می‌آورد: «حل معضلات نظام که از طریق عادی قابل حل نیست، از طریق مجمع تشخیص مصلحت نظام». موافقان اجرای تفسیریه اصل۴۴ قانون اساسی مدعی هستند که دولتی خواندن تمامی صنایع بزرگ در اصل ۴۴ قانون اساسی یکی از مشکلات عمده کشور به ویژه در زمینه اقتصادی به حساب می‌آمد که از طرق عادی قابل حل نبود، در نتیجه رهبر با کمک مجمع تشخیص مصلحت نظام در مورد آن دستورالعمل جدیدی صادر کرد.